# Volley Top Luzern 2016-2017 (femminile)
Questa voce raccoglie le informazioni riguardanti il Volley Top Luzern nella stagione 2016-2017.

## Organigramma societario
Area direttiva
- Presidente: Josef Wicki
- Responsabile della squadra: Gabriel Wey

Area tecnica
- Allenatore: Dario Bettello
- Assistente allenatore: Robin Zemp, Martin Flückiger, Thomas Boebner
- Scoutman: Robin Zemp

Area sanitaria
- Medico: Kerstin Warnke
- Fisioterapista: Patrick Amrhein

Area comunicazione
- Addetto stampa: Markus Brand

## Rosa
| N° | Nome               | Ruolo | Data di nascita   | Nazionalità sportiva |
| -- | ------------------ | ----- | ----------------- | -------------------- |
| 2  | Kristýna Pastulová | C     | 22 ottobre 1985   | Rep. Ceca            |
| 3  | Korina Perkovac    | S     | 7 luglio 1999     | Svizzera             |
| 5  | Miranda Bösch      | L     | 30 aprile 1983    | Svizzera             |
| 7  | Dijana Radulovic   | S     | 31 marzo 1998     | Svizzera             |
| 8  | Vera Bachmann      | S/O   | 27 febbraio 1996  | Svizzera             |
| 10 | Mirijana Blazevic  | L     | 4 marzo 1996      | Svizzera             |
| 11 | Esther Rohrer      | C     | 5 novembre 1996   | Svizzera             |
| 12 | Taylor Milton      | S/O   | 22 agosto 1992    | Stati Uniti          |
| 13 | Sarah Trösch       | P     | 28 settembre 1994 | Svizzera             |
| 14 | Leona Neumannová   | S     | 14 agosto 1987    | Rep. Ceca            |
| 15 | Olivia Wassner     | P     | 22 marzo 1999     | Svizzera             |
| 17 | Lea Portmann       | S     | 12 novembre 1998  | Svizzera             |
| 18 | Marija Smiljkovic  | C     | 13 gennaio 1999   | Svizzera             |

## Mercato
| Acquisti | Acquisti           | Acquisti | Acquisti   |
| R.       | Nome               | da       | Modalità   |
| -------- | ------------------ | -------- | ---------- |
| L        | Mirijana Blazevic  | -        | definitivo |
| C        | Kristýna Pastulová | -        | definitivo |
| S/O      | Taylor Milton      | Fischbek | definitivo |
| P        | Sarah Trösch       | Köniz    | definitivo |

- Korina Perkovac, S, promossa dal settore giovanile;
- Lea Portmann, S, promossa dal settore giovanile;
- Marija Smiljkovic, C, promossa dal settore giovanile.

| Cessioni | Cessioni         | Cessioni           | Cessioni   |
| R.       | Nome             | a                  | Modalità   |
| -------- | ---------------- | ------------------ | ---------- |
| P        | Elena Kountoura  | Vasas              | definitivo |
| S        | Linda Kronenberg | Franches-Montagnes | definitivo |
| C        | Gaby Schottroff  | Volero Zurigo      | definitivo |

## Risultati

### Lega Nazionale A

#### Regular season

##### Primo round
| 1ª giornata - 16 ottobre 2016 Bahnhofhalle, Lucerna                        | Top Lucerna        | 1 - 3 | Kanti               | 22-25, 25-18, 20-25, 19-25       |
| 2ª giornata - 22 ottobre 2016 Salle de la Pépinière, Les Breuleux          | Franches-Montagnes | 3 - 0 | Top Lucerna         | 25-21, 25-12, 25-17              |
| 3ª giornata - 23 ottobre 2016 Bahnhofhalle, Lucerna                        | Top Lucerna        | 3 - 0 | Lugano              | 25-23, 25-16, 25-20              |
| 4ª giornata - 29 ottobre 2016 Sportanlage Im Birch, Zurigo                 | Volero Zurigo      | 3 - 0 | Top Lucerna         | 25-12, 25-17, 25-13              |
| 5ª giornata - 6 novembre 2016 Bahnhofhalle, Lucerna                        | Top Lucerna        | 1 - 3 | Köniz               | 14-25, 25-20, 20-25, 19-25       |
| 6ª giornata - 11 novembre 2016 Halle des sports de la Riveraine, Neuchâtel | Neuchâtel          | 3 - 0 | Top Lucerna         | 25-16, 25-15, 25-19              |
| 7ª giornata - 12 novembre 2016 Bahnhofhalle, Lucerna                       | Top Lucerna        | 0 - 3 | Sm'Aesch Pfeffingen | 28-30, 22-25, 22-25              |
| 8ª giornata - 20 novembre 2016 Bahnhofhalle, Lucerna                       | Top Lucerna        | 2 - 3 | Düdingen            | 25-17, 16-25, 25-23, 12-25, 9-15 |
| 9ª giornata - 27 novembre 2016 Salle Derrière-la-Ville 5, Cheseaux         | Cheseaux           | 3 - 0 | Top Lucerna         | 25-23, 25-19, 25-23              |

##### Secondo round
| 10ª giornata - 3 dicembre 2016 BBC Arena, Sciaffusa              | Kanti               | 1 - 3 | Top Lucerna        | 21-25, 19-25, 25-21, 19-25 |
| 11ª giornata - 11 dicembre 2016 Bahnhofhalle, Lucerna            | Top Lucerna         | 0 - 3 | Franches-Montagnes | 15-25, 23-25, 17-25        |
| 12ª giornata - 17 dicembre 2016 Palestra Lambertenghi, Lugano    | Lugano              | 3 - 1 | Top Lucerna        | 26-24, 21-25, 25-23, 25-15 |
| 13ª giornata - 21 dicembre 2016 Bahnhofhalle, Lucerna            | Top Lucerna         | 0 - 3 | Volero Zurigo      | 12-25, 22-25, 13-25        |
| 14ª giornata - 4 gennaio 2017 Sporthalle Weissenstein, Berna     | Köniz               | 3 - 1 | Top Lucerna        | 19-25, 25-19, 25-7, 25-18  |
| 15ª giornata - 2 marzo 2017 Bahnhofhalle, Lucerna                | Top Lucerna         | 0 - 3 | Neuchâtel          | 21-25, 19-25, 19-25        |
| 16ª giornata - 15 gennaio 2017 Mehrzweckhalle Löhrenacker, Aesch | Sm'Aesch Pfeffingen | 3 - 0 | Top Lucerna        | 25-15, 25-16, 25-19        |
| 17ª giornata - 22 gennaio 2017 Sporthalle Leimacker, Düdingen    | Düdingen            | 3 - 0 | Top Lucerna        | 25-21, 25-22, 25-17        |
| 18ª giornata - 28 gennaio 2017 Bahnhofhalle, Lucerna             | Top Lucerna         | 3 - 0 | Cheseaux           | 25-11, 25-22, 25-19        |

##### Terzo round
| 19ª giornata - 4 febbraio 2017 Bahnhofhalle, Lucerna                        | Top Lucerna        | 2 - 3 | Cheseaux            | 16-25, 19-25, 25-22, 25-14, 12-15 |
| 20ª giornata - 5 febbraio 2017 Sportanlage Im Birch, Zurigo                 | Volero Zurigo      | 3 - 0 | Top Lucerna         | 25-15, 25-10, 25-9                |
| 21ª giornata - 11 febbraio 2017 Salle de la Pépinière, Les Breuleux         | Franches-Montagnes | 3 - 0 | Top Lucerna         | 26-24, 25-20, 25-19               |
| 22ª giornata - 18 febbraio 2017 Halle des sports de la Riveraine, Neuchâtel | Neuchâtel          | 3 - 1 | Top Lucerna         | 22-25, 25-15, 25-17, 25-22        |
| 23ª giornata - 25 febbraio 2017 Bahnhofhalle, Lucerna                       | Top Lucerna        | 1 - 3 | Sm'Aesch Pfeffingen | 24-26, 21-25, 25-20, 16-25        |
| 24ª giornata - 26 febbraio 2017 Bahnhofhalle, Lucerna                       | Top Lucerna        | 3 - 2 | Kanti               | 25-16, 25-27, 25-20, 23-25, 15-13 |
| 25ª giornata - 4 marzo 2017 Bahnhofhalle, Lucerna                           | Top Lucerna        | 1 - 3 | Köniz               | 14-25, 25-22, 21-25, 21-25        |
| 26ª giornata - 11 marzo 2017 Sporthalle Leimacker, Düdingen                 | Düdingen           | 3 - 0 | Top Lucerna         | 25-13, 25-16, 25-12               |
| 27ª giornata - 12 marzo 2017 Bahnhofhalle, Lucerna                          | Top Lucerna        | 1 - 3 | Lugano              | 25-22, 9-25, 15-25, 18-25         |

### Coppa di Svizzera

#### Fase a eliminazione diretta
| Ottavi di finale - 8 gennaio 2017 Bahnhofhalle, Lucerna | Top Lucerna | 2 - 3 | Kanti | 25-22, 18-25, 25-15, 25-27, 13-15 |

## Statistiche

### Statistiche di squadra
| Competizione      | Punti | In casa | In casa | In casa | In trasferta | In trasferta | In trasferta | Totale | Totale | Totale |
| Competizione      | Punti | G       | V       | P       | G            | V            | P            | G      | V      | P      |
| ----------------- | ----- | ------- | ------- | ------- | ------------ | ------------ | ------------ | ------ | ------ | ------ |
| Lega Nazionale A  | 16    | 15      | 3       | 12      | 13           | 1            | 12           | 27     | 6      | 21     |
| Coppa di Svizzera | -     | 1       | 0       | 1       | 0            | 0            | 0            | 1      | 0      | 1      |
| Totale            | -     | 16      | 3       | 13      | 13           | 1            | 12           | 28     | 6      | 22     |

G = partite giocate; V = partite vinte; P = partite perse

### Statistiche dei giocatori
NB: Non sono disponibili i dati relativi alla Lega Nazionale A e alla Coppa di Svizzera